# GPR183
G-protein spregnuti receptor 183, koji je tako]e poznat kao Epštajn-Barovim virusom-indukovani G-protein spregnuti receptor 2 (EBI2), je protein koji je kod ljudi kodiran GPR183 genom.
Ovaj gen je bio identifikovan putem njegovog povišenog izražavanja izazvanog Epštajn-Barovom virusnom infekcijom primarnih B limfocita. Za ovaj gen je predviđeno da kodira G protein-spregnuti receptor koji je najsrodniji sa trombin receptorom. Izražavanje ovog gena je bilo detektovano u B-limfocitnim ćelijskim linijama i limfoidnim tkivima ali ne u T-limfocitnim ćelijskim linijama, ili u T limfocitima periferne krvi. Funkcija ovog gena je nepoznata.

## Literatura
1. ↑  Birkenbach M, Josefsen K, Yalamanchili R, Lenoir G, Kieff E (1993). „Epstein-Barr virus-induced genes: first lymphocyte-specific G protein-coupled peptide receptors”. J Virol. 67 (4): 2209—20. PMC 240341 . PMID 8383238.
2. 1 2  „Entrez Gene: EBI2 Epstein-Barr virus induced gene 2 (lymphocyte-specific G protein-coupled receptor)”.

## Dodatna literatura
- Maruyama K, Sugano S (1994). „Oligo-capping: a simple method to replace the cap structure of eukaryotic mRNAs with oligoribonucleotides.”. Gene. 138 (1-2): 171—4. PMID 8125298. doi:10.1016/0378-1119(94)90802-8.
- Suzuki Y; Yoshitomo-Nakagawa K; Maruyama K;  . (1997). „Construction and characterization of a full length-enriched and a 5'-end-enriched cDNA library.”. Gene. 200 (1-2): 149—56. PMID 9373149. doi:10.1016/S0378-1119(97)00411-3.
- Strausberg RL; Feingold EA; Grouse LH;  . (2003). „Generation and initial analysis of more than 15,000 full-length human and mouse cDNA sequences.”. Proc. Natl. Acad. Sci. U.S.A. 99 (26): 16899—903. PMID 12477932. doi:10.1073/pnas.242603899.
- Gerhard DS; Wagner L; Feingold EA;  . (2004). „The status, quality, and expansion of the NIH full-length cDNA project: the Mammalian Gene Collection (MGC).”. Genome Res. 14 (10B): 2121—7. PMID 15489334. doi:10.1101/gr.2596504.
- Rosenkilde MM; Benned-Jensen T; Andersen H;  . (2006). „Molecular pharmacological phenotyping of EBI2. An orphan seven-transmembrane receptor with constitutive activity.”. J. Biol. Chem. 281 (19): 13199—208. PMID 16540462. doi:10.1074/jbc.M602245200.